# Bulletin of Environmental Contamination and Toxicology
Bulletin of Environmental Contamination and Toxicology, abgekürzt Bull. Environ. Contam. Toxicol., ist eine wissenschaftliche Fachzeitschrift, die vom Springer-Verlag veröffentlicht wird. Derzeit erscheint die Zeitschrift mit zwölf Ausgaben im Jahr. Es werden Arbeiten aus dem Bereich der Umweltkontaminanten veröffentlicht.
Der Impact Factor der Zeitschrift lag im Jahr 2018 bei 1,650.